# سمحة الخولي
سمحة أمين الخولي (27 يوليو 1925 - 25 يناير 2006)،  مؤرخة موسيقية مصرية بارزة.
لها مؤلفات عديدة عن الموسيقى المصرية التقليدية والمعاصرة، من بينها عدة مقالات عن المؤلفين الموسيقيين المصريين نشرت ضمن قاموس غروف الجديد للموسيقى والموسيقيين.

## المولد والدراسة
ولدت سمحة الخولي ـ وهي ابنة الشيخ أمين الخولي ـ في 27 يوليو 1925، ثم سافرت إلى بريطانيا لدراسة الموسيقى ـ رغم معارضة والديها ـ فحصلت على درجة الدكتوراه من جامعة إدنبرة الأسكتلندية تحت إشراف عالم الموسيقى البريطاني البارز هنري جورج فارمر.

## العمل بمعهد الكونسرفتوار
في عام 1958 صارت سمحة الخولي أول عضو بهيئة تدريس معهد الكونسرفتوار بالقاهرة عند افتتاحه، وشغلت منصب عميدة المعهد بين عامي 1972 و1981، ثم صارت رئيسة لأكاديمية الفنون بين عامي 1982 وحتى بلوغها سن التقاعد عام 1985، وظلت تدرّس بمعهد الكونسرفتوار حتى وفاتها.
أثناء عمادة سمحة الخولي لمعهد الكونسرفتوار أسست أول أوركسترا مصرية عام 1975، كما أنشأت أوركسترا خاصة بالمكفوفين، وهو من أوائل فرق أوركسترا المكفوفين في العالم. نظمت سمحة الخولي العديد من الحفلات والتسجيلات لأعمال المؤلفين الموسيقيين المصريين، ورأست لجنة الموسيقى بالمجلس الأعلى للثقافة. ظلت سمحة الخولي تعد وتقدم البرنامج التلفزيوني «صوت الموسيقى» في التلفزيون المصري لعشر سنوات متصلة.
من تلاميذها المؤلف الموسيقي محمد عبد الوهاب عبد الفتاح.

## المشاركة الدولية
حصلت سمحة الخولي على منحة فولبرايت وقامت بالتدريس في جامعة جنوب فلوريدا في تامبا عامي 1987 و1988، كما كانت عضوًا بمجلس الجمعية الدولية لتعليم الموسيقى (ISME) بين عامي 1958 و1961 وبين عامي 1984 و1988، وأنشأت ورأست الفرع المصري من منظمة الشباب الموسيقي الدولية (بالفرنسية: Jeunesses Musicales International)‏، التي تعمل على تنمية المواهب الموسيقية اليافعة.

## من مؤلفاتها
إلى جانب العديد من المقالات، نُشر لسمحة الخولي عدة كتب، منها:
- القومية في موسيقا القرن العشرين (1992). الكويت، سلسلة عالم المعرفة.[5]
- كتاب تذكاري لجمال عبد الرحيم (بالإنجليزية: A Festschrift for Gamal Abdel-Rahim)‏، بالاشتراك مع جون روبنسون.

## من ترجماتها
- كورت زاكس: تراث الموسيقى العالمية (دار النهضة العربية، القاهرة 1964).
- س. ت. ديفي: التأليف الموسيقي (دار المعارف، القاهرة 1965)

## التكريم
من الجوائز والأوسمة التي حصلت عليها سمحة الخولي:
- جائزة مبارك في الفنون
- جائزة الدولة التقديرية في الفنون
- جائزة فارس الفن والثقافة (بالفرنسية: Chevalier de l'Art et de la Culture)‏ من فرنسا.
- وسام كودالي من المجر[2]

## أسرتها
تزوجت سمحة الخولي من المؤلف الموسيقي المصري جمال عبد الرحيم ـ الذي عرفته عندما بدأت العمل في معهد الكونسرفتوار ـ وأنجبا ابنة واحدة هي عازفة الفيولينة بسمة عبد الرحيم.

## وفاتها
توفيت سمحة الخولي في القاهرة في 25 يناير 2006 بعد مرض قصير.